# Keelavalavu
 (mars 2019).
Keelavalavu, également appelé Kilavalavu et Kizhavalavu, est un village situé dans le district de Madurai au Tamil Nadu en Inde. Il se trouve à 43 km de Madurai.